# Ancora all'assalto, Willy
Ancora all'assalto, Willy (Hook, Line and Stinker) è un film del 1958 diretto da Chuck Jones. È un cortometraggio d'animazione della serie Looney Tunes, uscito negli Stati Uniti d'America l'11 ottobre 1958. Ha come protagonisti Willy il Coyote e Beep Beep. In Italia fu distribuito originariamente in Super 8 millimetri negli anni settanta col titolo Tiro a segno, mentre dal 1997 viene distribuito col titolo Che cannonata!.
Come il successivo corto con gli stessi protagonisti, Hip, hip, urrà!, si tratta di uno dei sei cortometraggi d'animazione Warner Bros. la cui colonna sonora è stata creata tramite musica per sonorizzazioni Hi-Q (brand della Capitol Records) composta da John Seely, a causa di uno sciopero dei compositori.

## Trama
Willy (Famelicus famelicus) insegue Beep Beep (Stradarum bruciator) ma rimane esterrefatto dalla sua velocità. Tenta quindi di catturarlo o ucciderlo nei seguenti modi:
- fa cadere un mastello sopra Beep Beep e ci mette sotto un candelotto di dinamite, ma si accorge che l'uccello è ancora libero. Willy va sotto il mastello per indagare e la dinamite esplode, racchiudendolo in un tubo ricavato dal mastello;
- si nasconde dietro un angolo per colpire Beep Beep con una mazza martello, ma la testa scivola dal manico. Quando Willy colpisce a terra col manico, la vibrazione gli fa prendere vita e il bastone lo insegue colpendolo;
- mette del mangime per uccelli su una ferrovia, ma il treno lo investe prima che se ne vada;
- attaccato a un pallone, si getta da un dirupo con un arpione contro Beep Beep, ma lo manca. L'oscillazione lo trasporta vicino a una nuvola, e l'arpione attira un fulmine che colpisce Willy e dissolve la corda, facendolo cadere;
- srotola un fascio di dinamite dai suoi cavi fino a un breve sottopassaggio sotto la strada e torna al suo nascondiglio, ignaro che i cavi e la dinamite stanno tornando verso di lui e il detonatore. Pertanto, quando aziona il detonatore salta in aria;
- usando una corda e una puleggia, solleva un pianoforte a coda sopra la strada. Mentre Beep Beep passa, Willy lascia andare la corda, che si incastra nella puleggia. Il coyote salta sopra il pianoforte, allentando la corda e facendo cadere a terra il pianoforte con lui sopra. Stordito, il coyote apre la bocca per rivelare che i tasti del pianoforte ora sono i suoi denti; e suona brevemente "Taps" prima di svenire;
- dopo aver attirato su un punto della strada Beep Beep tramite del mangime, Willy aziona una elaborata macchina di Rube Goldberg con l'obiettivo di far cadere sull'uccello una palla di cannone. Essa tuttavia cade su Willy sbattendolo sottoterra.

## Distribuzione

### Edizioni home video

#### VHS
America del Nord
- A Night at the Movies: 1958 (1984)
- Road Runner Vs. Wile E. Coyote: The Classic Chase (1985)
- Road Runner and Wile E. Coyote: Chariots of Fur (13 agosto 1996)
- Stars of Space Jam: Road Runner and Wile E. Coyote (26 novembre 1996)

Italia
- Road Runner Vs. Wile E. Coyote: The Classic Chase (1986)
- Wile E. Coyote & Road Runner n. 3 (ottobre 1991)
- Le stelle di Space Jam: Beep Beep e Willy il Coyote (marzo 1997)

#### DVD
Il corto fu pubblicato in DVD-Video in America del Nord nel primo disco della raccolta Looney Tunes Golden Collection: Volume 6 (intitolato Looney Tunes All-Stars) distribuita il 21 ottobre 2008. Fu incluso anche nel primo disco della raccolta DVD Looney Tunes Spotlight Collection Volume 6, uscita il 21 ottobre 2008 e nel DVD Road Runner and Wile E. Coyote della collana Stars of Space Jam, uscito il 9 ottobre 2018.